# ありがとう (山猿の曲)
「ありがとう」は、日本のシンガーソングライター・山猿の11作目（通算13作目）のデジタルシングル。

## 概要
- 前作「め組のひと」から5ヶ月ぶりのデジタルシングルにして、アルバム『あいことば5』からの先行シングル。
- 今作の発売は、ありがとうの日に当る同年3月9日に日頃応援してくれているファンへの感謝を込めてのサプライズという名目で発表された[1]。
- 表題曲は戊辰150周年記念番組『A.I.Z.U』の大義篇・忠義篇・道義篇・信義篇の主題歌に起用された[1][2]。

## 収録曲
1. ありがとう [4:39]
作詞：山猿
作曲：山猿、川口圭太
編曲：川口圭太
同年3月11日にビッグパレットふくしまで開催されたライブイベント『第7回福魂祭』にて初披露された楽曲で、地元である福島県への感謝の想いをテーマに制作されたバンドサウンドによるバラード[3]。
ミュージック・ビデオは山猿の地元である会津若松市で撮影され、YouTuberの楠ろあが地元に帰郷してきた卒業生役で出演している。なお、電車のシーンでは車両を貸しきって撮影された[2]。

## 参加ミュージシャン
- 山猿：Vocal

Additional Musician
- 川口圭太：Programming & Guitars & Bass
- モチヅキヤスノリ：Piano
- 今村舞：Drums
- 吉田宇宙ストリングス：Strings

## タイアップ
- BS朝日系テレビドラマ『戊辰150周年記念特別番組「AIZU」』大義編主題歌
- BS日本系テレビドラマ『戊辰150周年記念特別番組「AIZU」』道義編主題歌
- BSフジ系テレビドラマ『戊辰150周年記念特別番組「AIZU」』信義編主題歌
- BS-TBS系テレビドラマ『戊辰150周年記念特別番組「AIZU」』忠義編主題歌

## 収録アルバム
- あいことば5